# Il capitano (film 1931)
Il capitano (His Woman) è un film statunitense del 1931 diretto da Edward Sloman e basato su un libro di Dale Collins.